# اد کوئین
اد کوئین (انگلیسی: Ed Quinn؛ زادهٔ ۲۶ فوریهٔ ۱۹۶۸) یک هنرپیشه اهل ایالات متحده آمریکا است. وی از سال ۱۹۹۹ میلادی تاکنون مشغول فعالیت بوده‌است.
او در فیلم خونریزی بازی کرده‌است.